# Dazzle Ships
Dazzle Ships – czwarty album studyjny angielskiego zespołu OMD, wydany 4 marca 1983 przez wytwórnię Virgin Records.

## Lista utworów
- Strona A:

1. "Radio Prague" - 1:18
2. "Genetic Engineering" - 3:37
3. "ABC Auto-Industry" - 2:06
4. "Telegraph" - 2:57
5. "This Is Helena" - 1:58
6. "International" - 4:25

- Strona B:

1. "Dazzle Ships - 2:21
2. "The Romance of the Telescope" - 3:27
3. "Silent Running" - 3:34
4. "Radio Waves" - 3:45
5. "Time Zones" - 1:49
6. "Of All the Things We've Made" - 3:27